# Église Saint-Jean-Baptiste de Suzan
Pour les articles homonymes, voir Église Saint-Jean-Baptiste.
L'église Saint-Jean-Baptiste de Suzan est un lieu de culte catholique situé sur la commune de Ousse-Suzan, dans le département français des Landes. Elle fait l’objet d’un classement au titre des monuments historiques depuis le 27 décembre 1996. L'église et ses abords sont un site naturel inscrit sur 3,9 ha par l'arrêté ministériel du 19 mai 1981.

## Présentation
Petit sanctuaire rural bâti au XIIe siècle, cette église dispose à l'intérieur d'une clef de voûte à croix de Malte et d'un autel de saint Jean avec un tableau figurant le baptême du Christ et un tableau de saint Michel terrassant le dragon. D'origine romane, l'édifice est remanié plusieurs fois en étant doté au XVe siècle d'un vaste porche semi-circulaire fortifié avec des meurtrières et une galerie allongée ajoutée au XVIIIe siècle. Les restaurations réalisées en 1981-1982 permettent de mettre au jour dans le chœur des peintures murales datant du XVIe siècle, avec notamment la représentation des sept péchés capitaux aux formes naïves.
Bien qu'aucun document ne permette de l'affirmer, on peut penser que cette église fut un sanctuaire sur un chemin secondaire de Saint-Jacques de Compostelle. De là, les pèlerins marchaient ensuite vers Saint-Yaguen.
La source de la fontaine Saint-Jean-Baptiste est située à proximité, au bord d'un petit ruisseau dénommé le Capet. Elle est abritée par une construction en forme de caveau qui permettait les ablutions de tout le corps, à l'abri des regards, dans une eau soufrée aux reflets jaunes. On venait pour y guérir les maladies de peau ainsi que les rhumatismes.
Depuis le XIIe siècle, le site accueille la foire d'Ousse-Suzan, inscrite à l'Inventaire du patrimoine culturel immatériel en France.

## Galerie
Vues extérieures

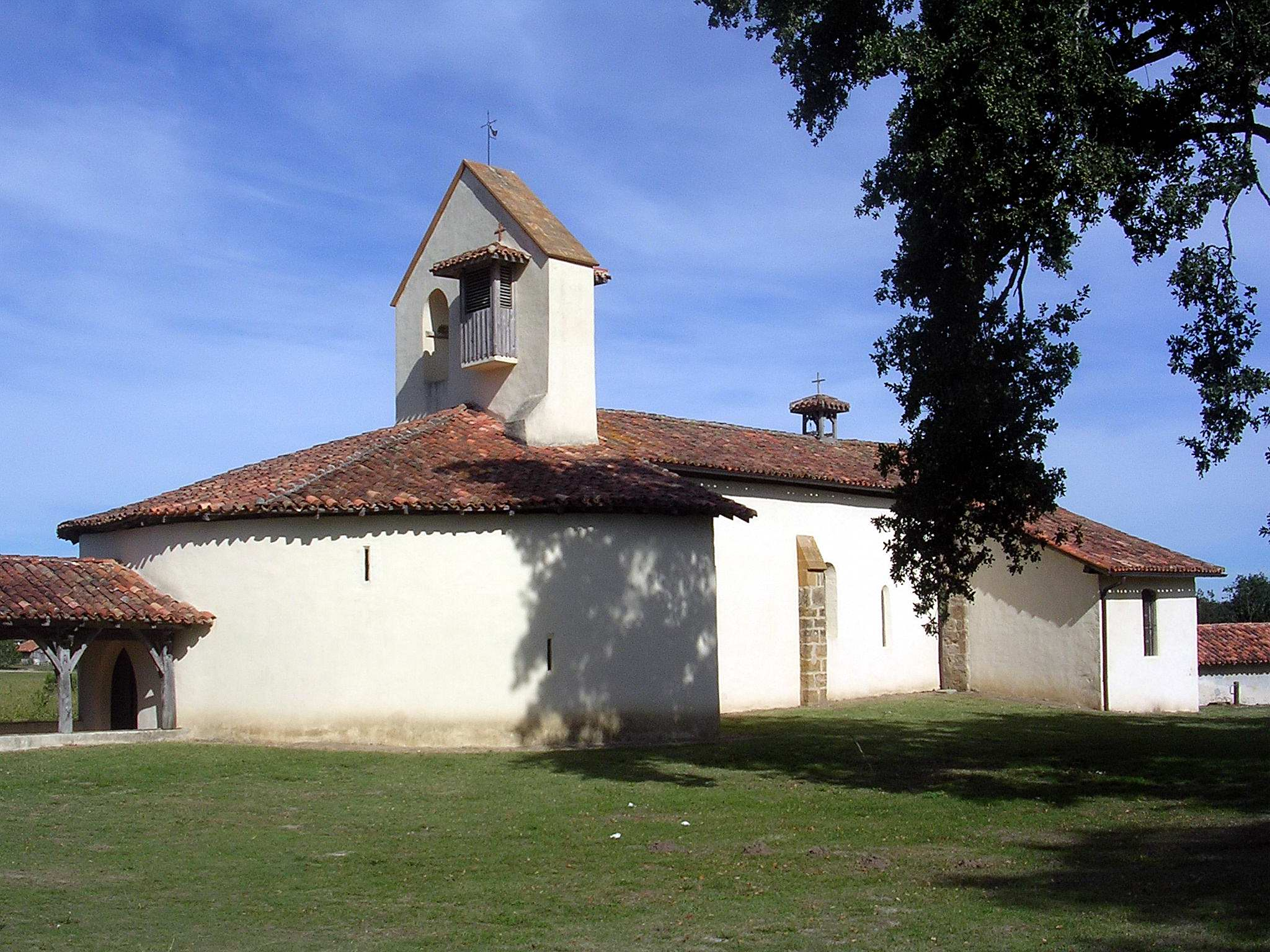
La chapelle
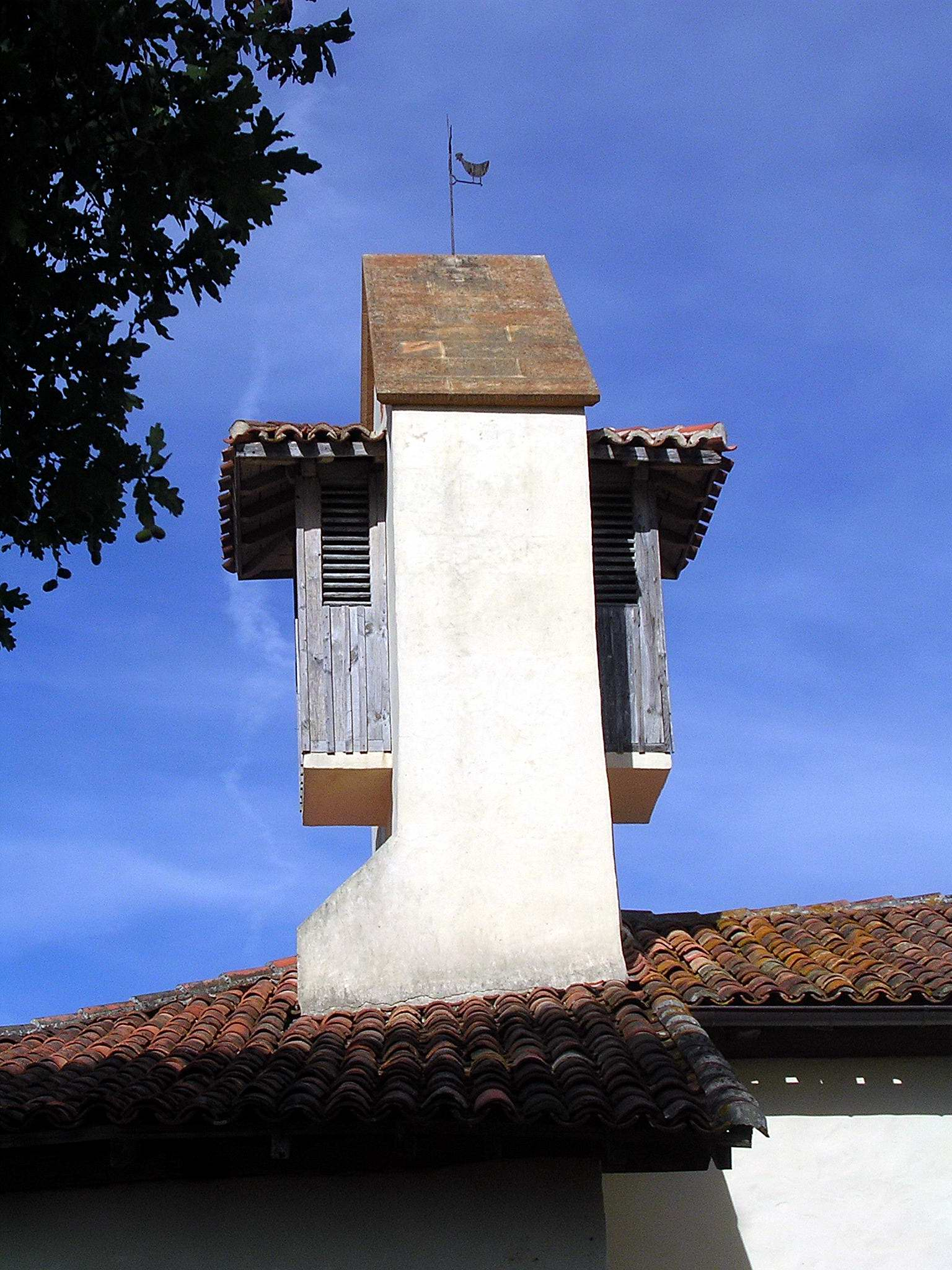
Le clocher-mur, typique des Landes
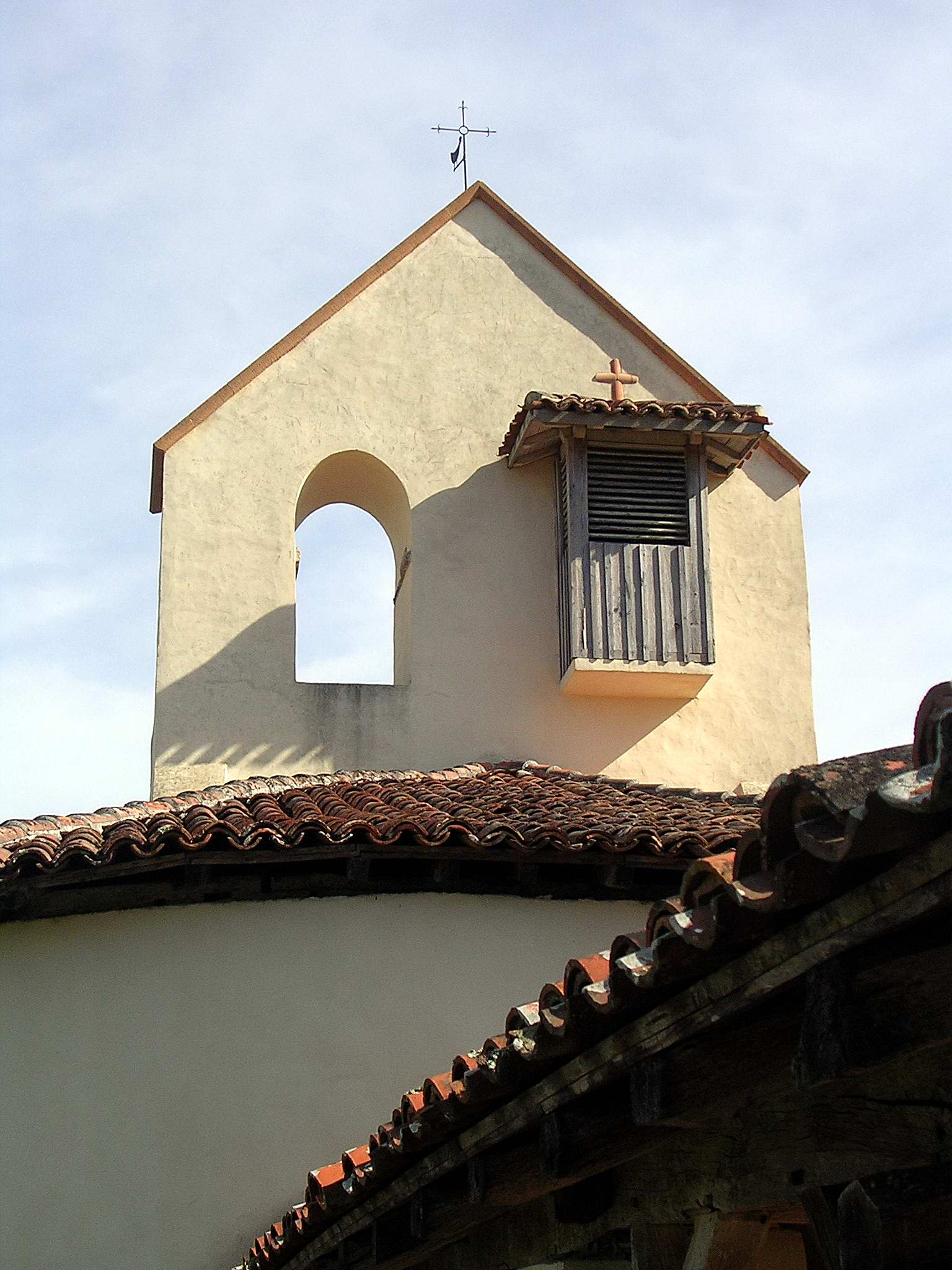
Le clocher-mur vu de face
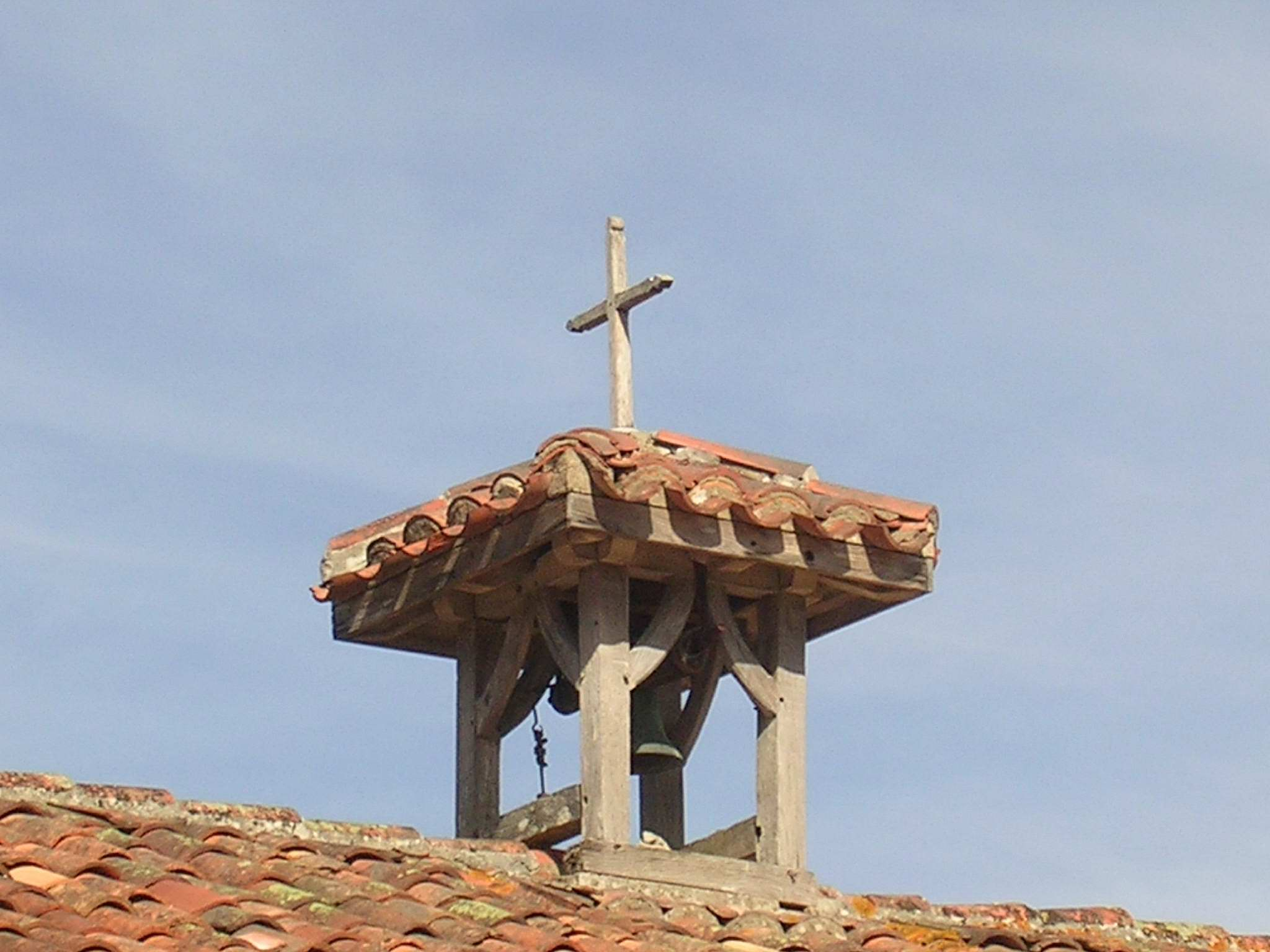
Le clocheton
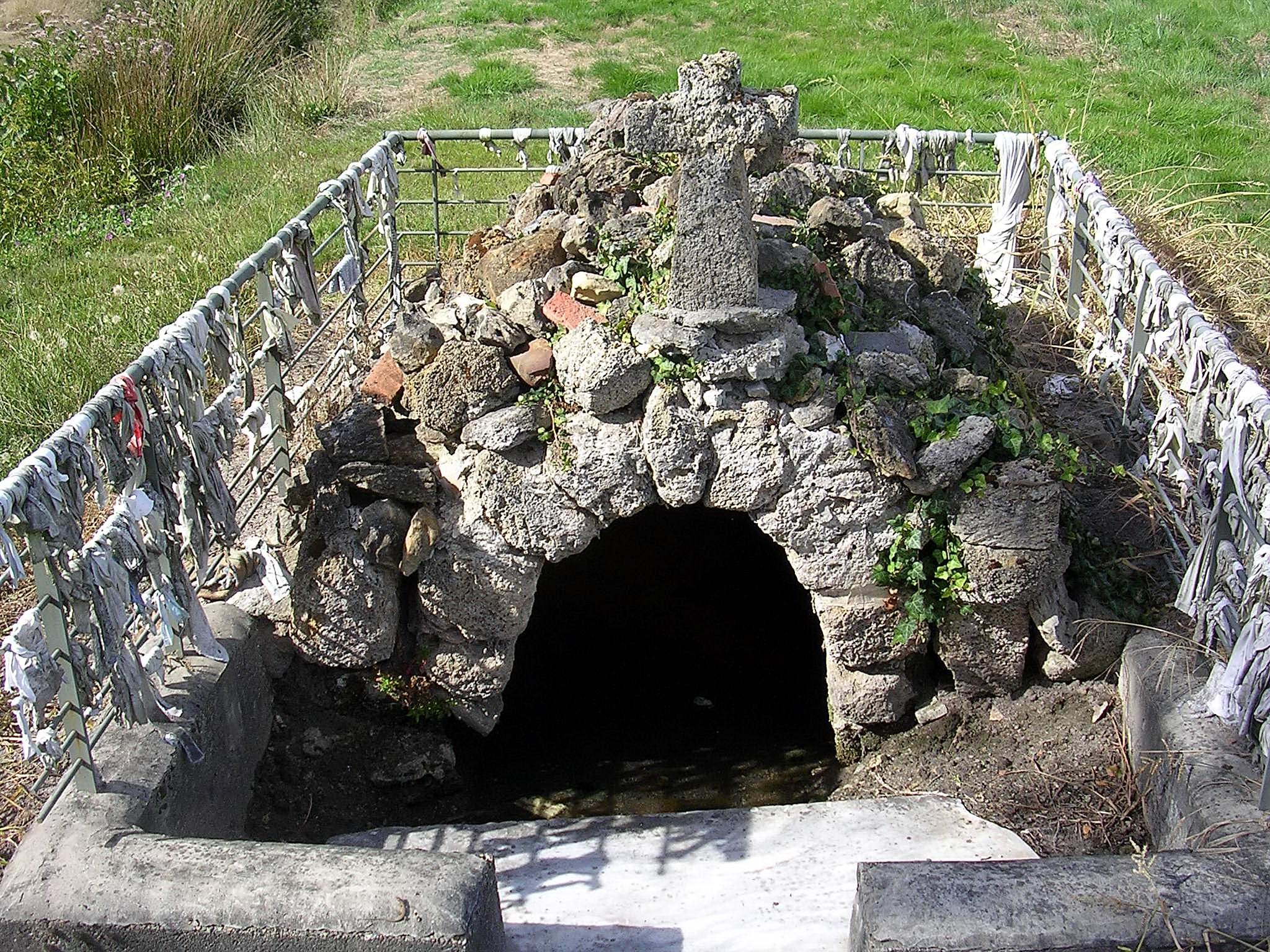
Fontaine Saint-Jean-Baptiste

Vues intérieures

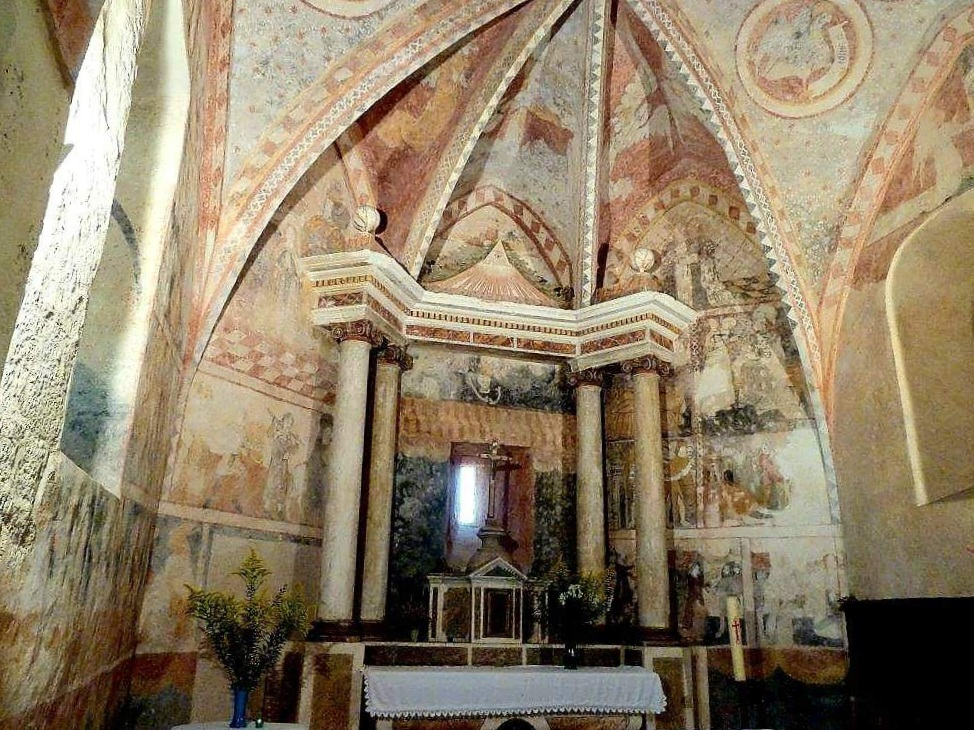
Chevet de la chapelle Saint-Jean-Baptiste de Ousse-Suzan.
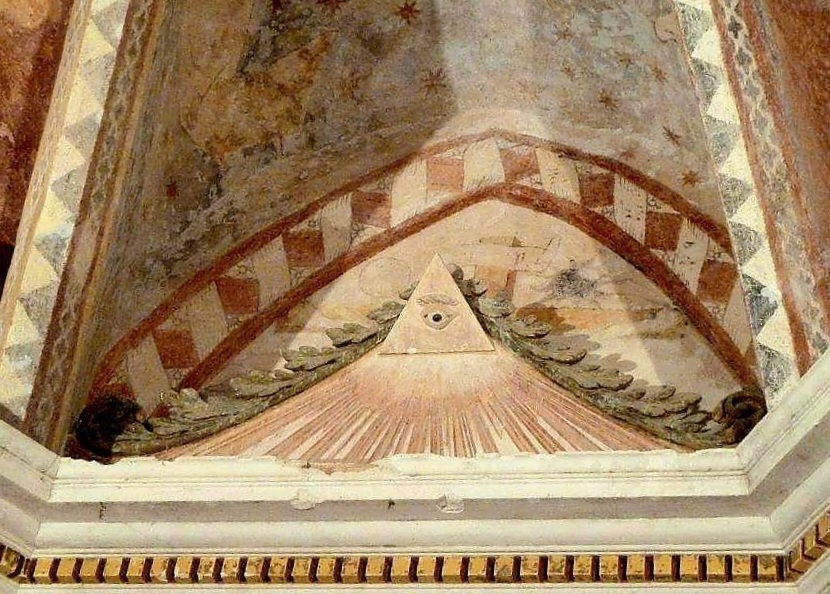
Œil de la Providence du chevet de la chapelle.